# Antiga farmàcia de Cadaqués
L'Antiga farmàcia és una obra neoclàssica de Cadaqués (Alt Empordà) inclosa a l'Inventari del Patrimoni Arquitectònic de Catalunya.

## Descripció
Casa burgesa d'estil neoclàssic, habitatge familiar dels Rahola, que ocupa una cantonada, entre la Plaça des Poal i el carrer Horta d'en Sanés.
Es tracta d'un habitatge amb planta baixa i dos pisos, amb la coberta plana. Les obertures estan ordenades a partir d'un clar sistema d'eixos, predominant el balcó per sobre la finestra, malgrat algunes de les seves obertures hagin estat modificades. A les façanes laterals, algunes de les obertures existents es troben tapiades. A la banda del carrer Hort d'en Sanés apareix, a la tercera planta, una torre d'accés a la coberta plana, rematada amb voltes d'arc de mig punt a l'acroteri. La façana posterior queda dins de la parcel·la i està formada per tres grans obertures. Com a detall, els balcons es reforcen amb dos peus que prenen formes vegetals i geomètriques. A la planta segona l'edifici té un remat amb una cornisa que engloba part de les façanes.
Els acabats exteriors estan revestits amb una capa de pintura blanca.